# Ksaveriv, Malîn
Ksaveriv (în ucraineană Ксаверів) este localitatea de reședință a comunei Ksaveriv din raionul Malîn, regiunea Jîtomîr, Ucraina.
Localitatea face parte din regiunea istorică Volânia, iar după tratatul de pace de la Riga din 1921 a devenit parte a Uniunii Sovietice.

## Demografie
Componența lingvistică a localității Ksaveriv
     Ucraineană (97,49%)
     Rusă (2,51%)
Conform recensământului din 2001, majoritatea populației localității Ksaveriv era vorbitoare de ucraineană (97,49%), existând în minoritate și vorbitori de rusă (2,51%).